# Нефтяная промышленность Канады
Нефтяная промышленность Канады — отрасль канадской промышленности по добыче нефти. Канада занимает четвёртое место в мире по запасам нефти (170 млрд баррелей по оценке на 2021 год, после Венесуэлы, Саудовской Аравии и Ирана), четвёртое по добыче (4,543 млн баррелей в день в 2022 году, после США, Саудовской Аравии и России) и также четвёртое по экспорту нефти (3,177 млн баррелей в день в 2018 году, после Саудовской Аравии, России и Ирака). Почти весь экспортный поток направлен в Соединенные Штаты, и Канада является главным американским экспортером нефти.
Основная часть запасов (более чем 95 %) относится к месторождениям нефтяных песков в Альберте, которые являются намного более труднодобываемыми, чем обычная нефть.

## Геология нефти в Канаде
В Канаде существует семь нефтеносных регионов, также известных как «семь углеводородных регионов»: Западно-Канадский осадочный бассейн, Атлантический бассейн, Арктический кратонный бассейн, Арктический бассейн, Тихоокеанский бассейн, межгорный бассейн и Восточный кратонный бассейн. Западно-Канадский осадочный бассейн, лежащий в основе большей части месторождений Альберты, части месторождений Саскачеван и Манитобы, северо-восточной части Британской Колумбии и юго-западной части Северо-Западных территорий, был основным источником сырой нефти в Канаде в течение последних пятидесяти лет. Провинция Альберта имеет самый высокий потенциал производства сырой нефти, следом идут Саскачеван и Ньюфаундленд и Лабрадор. Эти три региона экспортируют большую часть своей нефти в Соединенные Штаты.
При этом 40 % всей производимой в Канаде обычной легкой сырой нефти добывается из бассейна Жанна д’Арк (Jeanne d’Arc) в провинции Ньюфаундленд и Лабрадор.
В то же время 174 млрд баррелей канадской нефти (примерно 97 % от всех запасов нефти) сосредоточено в нефтеносных песках в северной части провинции Альберта и на острове Мелвилл в канадской Арктике. В настоящее время около 40 % запасов «традиционной» (не битуминозной) канадской нефти уже выработано. В провинциях Альберта и Саскачеван выработанными на сегодняшний день являются соответственно 70 % и 45 % от всех запасов «традиционной» нефти. Так как восполнение запасов в этих провинциях меньше добычи, происходит обращение к месторождениям «традиционной» нефти, расположенным в труднодоступных регионах канадского севера и нефтеносным пескам.

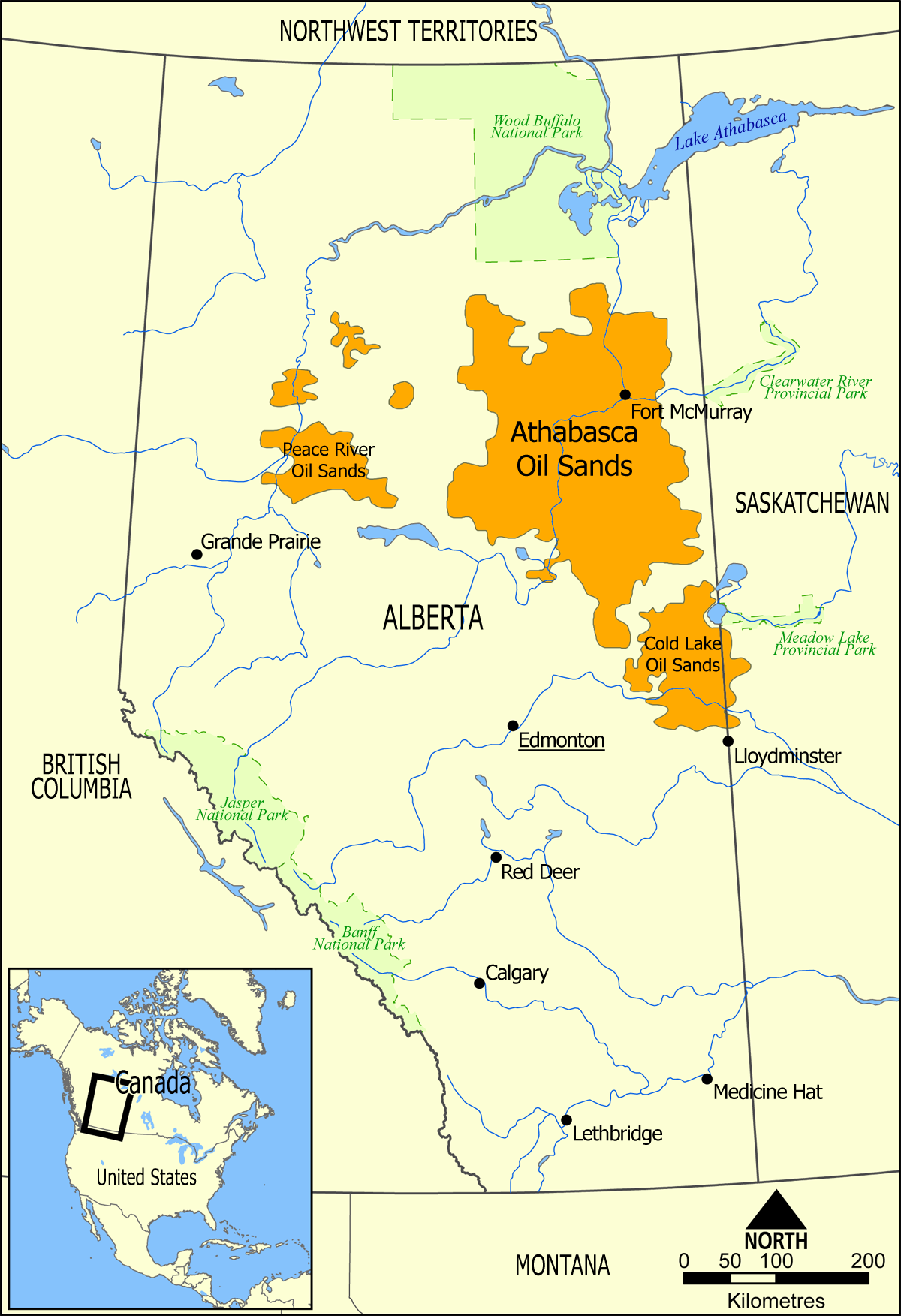
Битуминозные пески Атабаски (карта).

95 % нефтяных запасов Канады находятся в Альберте, большинство — в нефтеносных песках Северной Альберты. Нефтеносные пески (или битуминозные пески) являются одним из альтернативных источников нефти и представляют собой смесь битума, песка, воды и глины. Битумы в свою очередь являются полутвёрдой субстанцией, которую невозможно выкачивать традиционными способами, поскольку при обычной температуре она не течёт. Это порождает множество проблем и особенностей канадской нефтяной индустрии. Нефтеносные пески распределены по 77 тыс. квадратных километров Северной Альберты в трех основных областях: в районе реки Пис-Ривер на северо-западе Альберты, Атабаска на северо-востоке Альберты и озера Колд-Лейк, расположенного юго-востоке от провинции Атабаска. Запасы нефтеносных песков — от 1,7 до 2500 млрд баррелей битума, из которых только 173 млрд баррелей может быть получено с помощью современных технологий.

## История нефтяной индустрии Канады
С 1958 года особое внимание в нефтяной индустрии Канады стало уделяться поисково-разведочным работам в перспективных районах Арктики. Первую нефтяную скважину в канадской Арктике пробурили в 1961 году, на крупнейшем острове Архипелага Парри — острове Мелвилл. К 1964 году существовало уже 90 из основных известных морских месторождений нефти. Предполагалось, что районы канадской Арктики станут «новым Северным морем» , но это не произошло по многим причинам как внутреннего, так и внешнеэкономического характера. Канадская арктическая нефть не представлялась такой же крупной альтернативой нефти ОПЕК, как североморская. Издержки добычи в канадской Арктике были выше, чем в Северном море, а цены на нефть к 70-80-м годам XX века относительно стабилизировались и стали понижаться. Канадские компании на время отказались от разработки этого региона. Разразившийся в 1986 году кризис в отрасли, вызванный низкими ценами на нефть, надолго охладил арктические амбиции нефтегазовой промышленности Канады. Только через 10 лет, в ноябре 1997 года, нефтяная платформа Хайберния (Hibernia) начала добычу нефти на месторождении, расположенном в 315 км от города Сент-Джонс, Ньюфаундленд и Лабрадор. Два других крупных шельфовых проекта в Атлантике — Терра Нова (Terra Nova) и Уайт Роуз (White rose). Эксперты считают, что на тихоокеанском побережье существуют значительные запасы нефти и природного газа.
История разработки нефтеносных песков Канады коротка и начинается только в середине XX века. Первые экспериментальные попытки поставить на коммерческую основу добычу битума из нефтеносных песков Атабаски в 1930-40-х годах. оказались неудачными, и только в 1970-х годах, после того, как на мировом рынке возрос спрос на нефть, и её цена превысила уровень $40—50 за баррель, стало выгодно разрабатывать нефтеносные пески на севере Альберты. Такие компании, как Petro-Canada, Royal Dutch Shell, Exxon Mobil Corporation, Chevron Corporation немедленно приобрели соответствующие лицензии. Первые предприятия компании Suncor Energy добывали 45 000 баррелей в день битума, и это число к 2002 году выросло до 220 000 б/д.

### Новейшая история нефтяной индустрии Канады
До 2003 года общие запасы нефти Канады оценивались авторитетными источниками как относительно небольшие: только третьи на Североамериканском континенте после США и Мексики. Считалось, что доказанные запасы находятся в диапазоне от 7,8 до 18,7 млрд баррелей, что обеспечивало бы добычу лишь на ближайшие 8 — 15 лет. В январе 2003 года оценки запасов были резко повышены — до 239,36 млрд баррелей. Этим сверхприростом запасов нефти Канада была обязана включению в расчеты запасов нефти, содержащейся в битуминозных песках. Оценки же доказанных запасов «традиционной» канадской нефти к 2003 году несколько уменьшились и составляли чуть меньше 5,2 млрд баррелей. «По осторожным оценкам, — доступные резервы нефти в Канаде составляют 179 млрд баррелей. Тем самым она занимает в мире второе место после Саудовской Аравии по этому показателю». Однако, большая часть этих запасов — 174 (170 по другим данным) млрд баррелей — находились в нефтеносных песках и могли быть извлечены только с помощью дорогих и наносящих ущерб окружающей среде технологий.
Основные ресурсы были сосредоточены в капиталоёмких нефтеносных песчаниках Западно-Канадского осадочного бассейна. Их разработка требовала очень больших инвестиций и была намного затратнее, потому что извлеченный из породы битум необходимо разбавлять в смесительных установках до консистенции обычной нефти. Однако уже при ценах нефти свыше $24 за баррель производство «синтетической» нефти становилось достаточно рентабельным, а при ценах свыше $60 за баррель Канада оказывалась намного более привлекательной для инвесторов, чем нестабильный Ближний Восток.
С начала 2000-х годов (особенно с 2004 года), в связи с увеличением цен на нефть, разработка нефтяных песков стала вестись всё более активно. Стоит отметить, что оценочная стоимость природных ресурсов Канады увеличивалась в среднем на 10 % в год в период между 1997 и 2006 годами. Темпы роста были бы ещё выше, если бы затраты на добычу нефти также значительно не возросли за этот период: с точки зрения объёма, добыча нефти увеличилась на 21 % в период между 1997 и 2006 годам. Но при этом за тот же период стоимость производства увеличилась на целых 184 %.